# Daoguang
O Imperador Daoguang (Cidade Proibida, 16 de setembro de 1782 – Antigo Palácio de Verão, 25 de fevereiro de 1850) foi o sétimo imperador da Dinastia Manchu, e sexto imperador Qing, tendo reinado de 1820 a 1850.